# (23032) Fossey
(23032) Fossey (1999 XB8) – planetoida z pasa głównego asteroid okrążająca Słońce w ciągu 4,58 lat w średniej odległości 2,76 j.a. Odkryta 3 grudnia 1999 roku.